# Schimperella bello-intricata
Schimperella bello-intricata är en bladmossart som beskrevs av William Russell Buck 1993. Schimperella bello-intricata ingår i släktet Schimperella och familjen Brachytheciaceae. Inga underarter finns listade i Catalogue of Life.